# Chlorochaeta apicipicta
Chlorochaeta apicipicta är en fjärilsart som beskrevs av Louis Beethoven Prout 1912. Chlorochaeta apicipicta ingår i släktet Chlorochaeta och familjen mätare. Inga underarter finns listade i Catalogue of Life.